# Crawford (Geòrgia)
Crawford és una població dels Estats Units a l'estat de Geòrgia. Segons el cens del 2000 tenia 807 habitants.

## Demografia
Segons el cens del 2000, Crawford tenia 807 habitants, 326 habitatges, i 203 famílies. La densitat de població era de 266,3 habitants per km².
Dels 326 habitatges en un 28,8% hi vivien nens de menys de 18 anys, en un 38,7% hi vivien parelles casades, en un 19,3% dones solteres, i en un 37,7% no eren unitats familiars. En el 33,7% dels habitatges hi vivien persones soles el 17,2% de les quals corresponia a persones de 65 anys o més que vivien soles. El nombre mitjà de persones vivint en cada habitatge era de 2,29 i el nombre mitjà de persones que vivien en cada família era de 2,93.
Per edats la població es repartia de la següent manera: un 23% tenia menys de 18 anys, un 8,7% entre 18 i 24, un 24,4% entre 25 i 44, un 20% de 45 a 60 i un 23,9% 65 anys o més.
L'edat mediana era de 40 anys. Per cada 100 dones de 18 o més anys hi havia 67,4 homes.
La renda mediana per habitatge era de 19.917 $ i la renda mediana per família de 32.969 $. Els homes tenien una renda mediana de 27.500 $ mentre que les dones 19.028 $. La renda per capita de la població era de 13.934 $. Entorn del 15,5% de les famílies i el 23,7% de la població estaven per davall del llindar de pobresa.

## Poblacions més properes
El següent diagrama mostra les poblacions més properes.